# Cephalopsetta ventrocellata
Cephalopsetta ventrocellata — вид лучепёрых рыб из семейства паралихтиевых (Paralichthyidae) отряда камбалообразных. Единственный вид в роде Cephalopsetta.
Обитают в Индийском океане от Оманского залива до Андаманского моря. Донные тропические рыбы. Для оценки охранного статуса вида недостаточно данных, он безвреден для человека, объектом промысла не является.